# Бейкър (окръг, Джорджия)
Вижте пояснителната страница за други значения на Бейкър.
Окръг Бейкър (на английски: Baker County) е окръг в щата Джорджия, Съединени американски щати. Площта му е 904 km², а населението - 4098 души. Административен център е град Нютън.